# Esad
Esad je moško osebno ime.

## Izpeljanke imena
- ženske oblike imena: Esada, Esadeta

## Izvor imena
Ime Esad je muslimansko, ki izhaja iz turškega imena Esad in ga razlagajo iz arabske besede »äs'ad« v pomenu »zelo srečen, polen sreče, (naj)srečnejši«.

## Pogostost imena
Po podatkih Statističnega urada Republike Slovenije je bilo na dan 31. decembra 2007 v Sloveniji 382 oseb z imenom Esad.

## Osebni praznik
V koledarju je ime Esad možno uvrstiti k imenoma Srečko oziroma Feliks, ki praznujeta god 30. avgusta.

## Znane osebe
- Esad-paša, turški general
- Esad Babačić, slovensko-bosanski novinar,pesnik in pisatelj